# Noto
Notoは、Googleによって開発されたオープンソースのフォントファミリーである。通常「フォントファミリー」は同一書体の複数ウェイトのセットを指すが、Notoでは広範な言語を包括する意味で用いている。Android 6以降、ChromeOS、Windows 10 バージョン 22H2以降、Windows 11 バージョン 23H2以降、Ubuntu Desktop 16.04以降などに標準搭載されている。

## 概要
世界中の言語をサポートすることを目標に、Apache License 2.0 のライセンスで配布が開始された。2015年9月29日に、SIL Open Font License 1.1 に変更された。
コンピューターで表示できない文字がある場合、文字の代わりに小さい四角（□）、通称「豆腐」が表示されることが多いが、すべての言語に対応したフォントを開発することで"豆腐"が現れることがなくなるようにという意味を込めてNoto（no tofu）という名称が付けられた。
2016年10月6日にUnicode標準で定義された800言語、11万字を超える全文字に対応したことを開発ブログで公表した。

## Noto Sans CJK
Notoフォントファミリーの中で日本語、中国語（繁体字・簡体字）、韓国語を担うのがNoto Sans CJKである。Adobeと共同開発し、2014年7月16日に公開された。ウェイトは7種（Thin 100, Light 300, DemiLight 350, Regular 400, Medium 500, Bold 700, Black 900）が用意されている。他のNotoフォントファミリーやRobotoと組み合わせて使うことを想定している。
AdobeはSourceフォントファミリーという枠組みを持っており、このフォントも源ノ角ゴシックとして公開されている。Noto Sans CJKとの違いはフォント名と一部のウェイト表記であり、それ以外はすべて同一である。そのためNoto Sans CJKの従属欧文もSource Sansがベースであり、フォント形式がPostScriptアウトラインによるOpenTypeとなっている。

## Noto Serif CJK
2017年4月4日、GoogleはNoto Sans CJKの仲間として明朝体フォントのNoto Serif CJKを公開した。
ウェイトは7種（ExtraLight, Light, Regular, Medium, SemiBold, Bold, Black）が用意されており、Noto Serifやその他のGoogle標準フォントとウェイトに互換性があるため、組み合わせて使うことが可能である。
Noto Sans CJK同様に開発はAdobeが中心となり、AdobeではSourceフォントファミリーの源ノ明朝として公開されているものをフォント名と1つのウェイト表記を変更したバージョンである。そのためフォント内の従属欧文はSource Serifがベースであり、フォント形式もPostScriptアウトラインによるOpenTypeとなっている。

## Noto Sans Mono
プログラミングなどに適した等幅フォント（モノスペースフォント）として、Noto Sans Monoも公開されている。ラテン文字、キリル文字、ギリシャ文字、および様々なシンボルに対応している。